# جان إل. فرانسوا
كان جان لويس فرانسوا (2 نوفمبر 1882 - 10 يناير 1941)، من هواة جمع الطوابع الفرنسيين الذي وقع على قائمة هواة جمع الطوابع المتميزين في عام 1935. ساهم في دليل كول للعلامات التجارية وكان أحد الأعضاء المؤسسين لأكاديمية هواة جمع الطوابع.